# Ziarnojadek białogardły
Ziarnojadek białogardły (Sporophila albogularis) – gatunek małego, słabo poznanego ptaka z rodziny tanagrowatych (Thraupidae), występujący endemicznie w północno-wschodniej Brazylii w Ameryce Południowej. W Czerwonej księdze gatunków zagrożonych IUCN klasyfikowany jest jako gatunek najmniejszej troski (LC, Least Concern).

## Systematyka
Pierwszego naukowego opisu gatunku – na podstawie holotypu pochodzącego z Brazylii – dokonał niemiecki ornitolog Johann Baptist von Spix w 1825 roku, nadając mu nazwę Loxia albogularis. Carl Eduard Hellmayr w 1906 roku jako miejsce typowe podał stan Bahia. Obecnie ziarnojadek białogardły jest umieszczany w rodzaju Sporophila. Jest gatunkiem monotypowym.

## Morfologia
Mały ptak o cechach typowych dla rodzaju Sporophila, o charakterystycznym małym, grubym i zaokrąglonym dziobie – u samców w kolorze od pomarańczowożółtego do pomarańczoworóżowego, u samic śniadego. Samce mają czarną głowę i policzki, tył głowy od czarniawego do stalowoszarego, grzbiet, górna część skrzydeł oraz ogon także stalowoszary. Gardło białawe, na szyi dwa paski (obroże) – bliższy głowy biały, bliższy piersi czarny, od spodu ciała przechodzący w stalowoszary u nasady skrzydeł. Pierś i brzuch prawie białe. Skrzydła szaroczarne z niewielką białą plamką na środku. Tęczówki czarne z szarymi powiekami. Poniżej oka w kierunku dzioba biała plamka. Szaroczarne nogi. Samce odróżniają się od ziarnojadków dwuobrożnych białym, a nie czarnym gardłem i nieco jaśniejszym brzuchem.  Samica jest głównie płowobrązowa, z nieco jaśniejszym brzuchem i ciemnymi, płowymi skrzydłami o jaśniejszych obrzeżach lotek. Brzuch białawy, nogi śniade. Tęczówki czarne z szarymi lub szarobrązowymi powiekami. Młode osobniki są podobne do samic. Długość ciała 11 cm, masa ciała 9,7 g.

## Zasięg występowania
Ziarnojadek białogardły występuje na terenach położonych na wysokości od 40 do 1200 m n.p.m. Występuje w północno-wschodniej Brazylii od stanu Piauí poprzez Pernambuco do Bahia. Jest gatunkiem osiadłym. Zasięg jego występowania według szacunków organizacji BirdLife International zajmuje około 944 tysięcy km².

## Ekologia
Jego głównym habitatem są formacja roślinna Caatinga, szczególnie w pobliżu bardziej wilgotnych miejsc, oraz obrzeża suchych lasów. Spotykany jest w stadach z innymi ziarnojadkami.

### Rozmnażanie
Ziarnojadek białogardły ma do czterech lęgów w roku. Gniazda są umieszczone na krzewach dosyć blisko ziemi. Są budowane z suchych korzonków traw i pajęczych sieci. W czasie lęgu samica składa 2–3 jaja. Czas inkubacji jaj to około 13 dni.

## Status zagrożenia
W Czerwonej księdze gatunków zagrożonych IUCN ziarnojadek białogardły od 1994 roku jest klasyfikowany jako gatunek najmniejszej troski (LC, Least Concern); wcześniej, od 1988 roku uznawany był za gatunek bliski zagrożenia (NT, Near Threatened). Liczebność populacji nie została oszacowana, ale ptak ten opisywany jest jako dosyć pospolity. BirdLife International uważa, że populacja jest prawdopodobnie stabilna ze względu na brak istotnych zagrożeń oraz dowodów na spadki liczebności.